# European Championships 2018/Teilnehmer (Gibraltar)
| Gelbes Symbol für Goldmedaillen mit stilisierten Olympischen Ringen | Graues Symbol für Silbermedaillen mit stilisierten Olympischen Ringen | Braundes Symbol für Bronzemedaillen mit stilisierten Olympischen Ringen |
| ------------------------------------------------------------------- | --------------------------------------------------------------------- | ----------------------------------------------------------------------- |
| —                                                                   | —                                                                     | —                                                                       |

Gibraltar nahm an den European Championships 2018 mit 3 Athleten teil.

## Teilnehmer nach Sportarten

### Leichtathletik
Laufen
| Athleten      | Wettbewerb | Vorlauf     | Vorlauf | Halbfinale    | Halbfinale    | Finale        | Finale        | Rang |
| Athleten      | Wettbewerb | Zeit        | Rang    | Zeit          | Rang          | Zeit          | Rang          | Rang |
| ------------- | ---------- | ----------- | ------- | ------------- | ------------- | ------------- | ------------- | ---- |
| Männer        |            |             |         |               |               |               |               |      |
| Jessy Franco  | 400 m      | 48,12 s     | 29      | ausgeschieden | ausgeschieden | ausgeschieden | ausgeschieden | 29   |
| Harvey Dixon  | 1500 m     | 3:54,70 min | 32      | ausgeschieden | ausgeschieden | ausgeschieden | ausgeschieden | 32   |
| Arnold Rogers | Marathon   | –           | –       | –             | –             | 2:32:41 h     | 57            | 57   |

## Weblink
- offizielle European Championship Website